# Центральний Дебуб-Кей-Бахрі
Центральний Дебуб-Кей-Бахрі (до 2006 року Центральна Денкаля) — район зоби (провінції) Дебуб-Кей-Бахрі, що в Еритреї. Столиця — місто Еді.